# CNA Financial
Pour les articles homonymes, voir CNA.
CNA Financial Corporation est une société financière dont le siège est situé à Chicago, dans l’Illinois, aux États-Unis. Sa principale filiale, Continental Casualty Company (CCC), a été fondée en 1897. CNA, la société mère actuelle, a été créée en 1967.
CNA est le huitième assureur commercial aux États-Unis. CNA propose de nombreux produits et de services d’assurance IARD standard et spécialisés aux entreprises et aux professionnels des États-Unis, du Canada, de l’Europe et de l’Asie.